# Comune di Søllerød
Il comune di Søllerød fino al 1º gennaio 2007 è stato un comune danese situato contea di Copenaghen, il comune aveva una superficie di 39,77 km² e una popolazione di 31 920 abitanti (2006). Capoluogo era la cittadina di Holte.
Dal 1º gennaio 2007, con l'entrata in vigore della riforma amministrativa, il comune è stato soppresso e accorpato, insieme al comune di Birkerød, al neo-costituito comune di Rudersdal compreso nella regione di Hovedstaden.